# 猪苗代スキー場

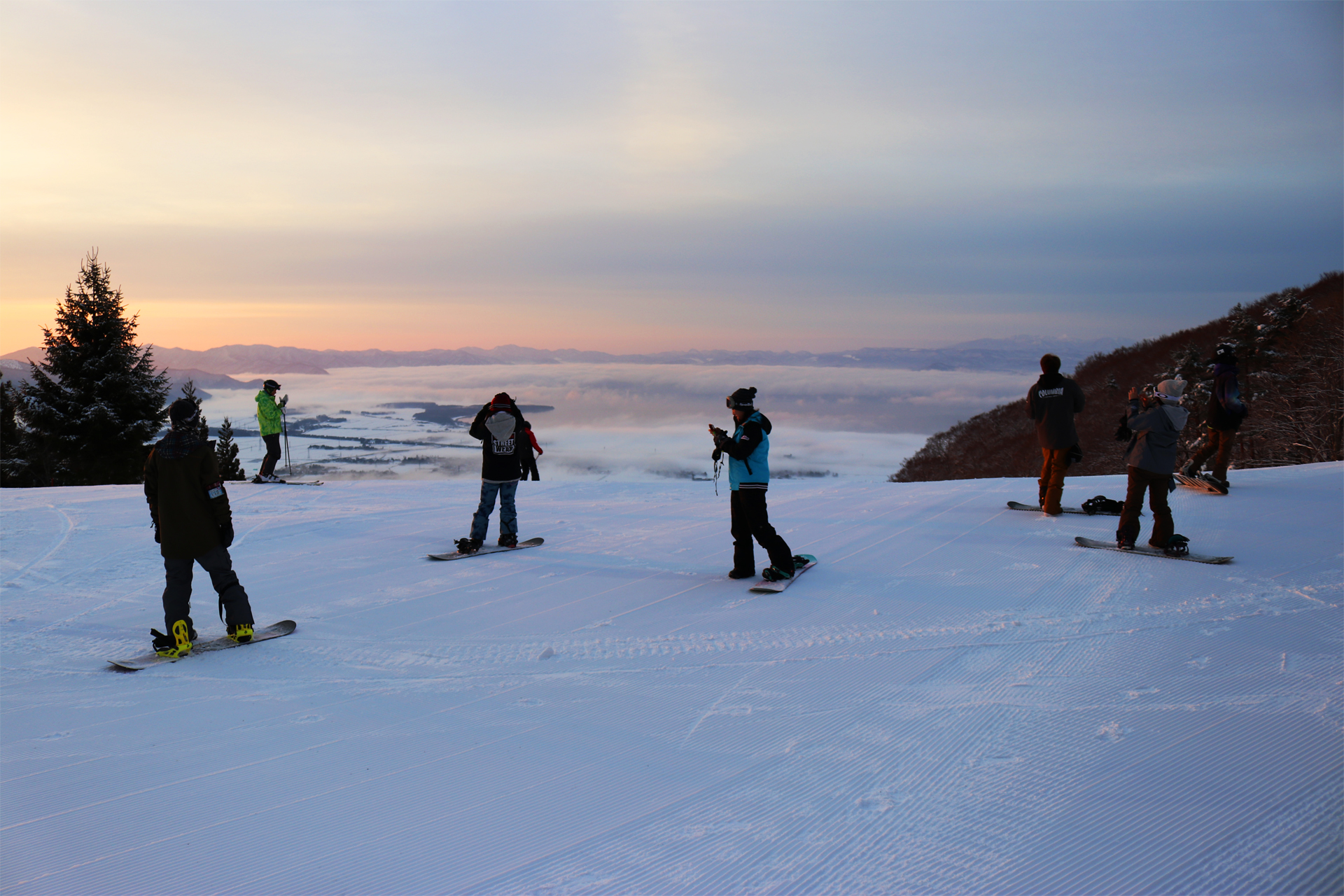
早朝のミネロエリアから猪苗代湖に広がる雲海が見える日には、まさに視界いっぱいに絶景が広がる

猪苗代スキー場（いなわしろスキーじょう）は、福島県耶麻郡猪苗代町葉山にあるスキー場。

## 概要
福島県会津の名峰、磐梯山南側の表磐梯エリアにあるスキー場で、磐梯朝日国立公園内にレイアウトされている。2020年よりISホールディングスグループ傘下の株式会社DMC aizuがスキー場を運営している。
猪苗代・磐梯高原エリアのスキー場の中では、長い歴史と伝統を持つ老舗的存在。猪苗代磐梯高原ICから8kmと交通の便がよく、広大なエリアを持つゲレンデは、最寄り駅であるJR磐越西線の猪苗代駅前をはじめ、町のいたる所から目にすることができる町のシンボリックな存在となっている。

## ゲレンデ
スキー場は大きく2つのゲレンデに分かれており、コース幅が広くファミリーや初心者向けの「中央エリア」とテクニカルなコブの急斜面をはじめ、中・上級者向けの「ミネロエリア」とがある。
- 中央エリア　全13コース。「国設猪苗代スキー場」と呼ばれていた頃からのゲレンデは、猪苗代湖に向かって滑走できる。ゲレンデ内にはキッズパークも設置され、ファミリー層の利用も多い。
- ミネロエリア　全5コース。スキー場最高峰の赤埴（あかはに）大回転コースは、テクニカルなコブの急斜面で上級者も苦戦する最難関コース。

| 名称                   | レベル | 距離   | コース幅  | 平均/最大斜度 |
| ---------------------- | ------ | ------ | --------- | ------------- |
| 赤埴大回転コース       | 上級   | 600m   | 50m-180m  | 19°/34°       |
| ミネロイーストコース   | 初中級 | 1,200m | 30m-50m   | 14°/22°       |
| ミネロセントラルコース | 初級   | 600m   | 30m-50m   | 12°/14°       |
| ミネロウェスト         | 中級   | 1,200m | 30m-50m   | 14°/22°       |
| 中央ライン             | 中級   | 900m   | 20m-50m   | 14°/22°       |
| 天の庭コース           | 中級   | 600m   | 30m-50m   | 25°/30°       |
| お馬返しゲレンデ       | 中級   | 600m   | 140m-180m | 18°/27°       |
| 林間コース             | 中級   | 1,200m | 20m-50m   | 16°/25°       |
| ぶな平ゲレンデ         | 初級   | 750m   | 80m-110m  | 11°/14°       |
| ささ平コース           | 初級   | 400m   | 30m-30m   | 11°/14°       |
| 葉山コース             | 初級   | 1,000m | 20m-25m   | 8°/12°        |
| ふりこ坂コース         | 中級   | 300m   | 80m-80m   | 25°/27°       |
| 東坂コース             | 上級   | 300m   | 30m-50m   | 28°/34°       |
| 大沢回転バーン         | 上級   | 250m   | 35m-50m   | 35°/42°       |
| 東ゲレンデファミリー   | 初級   | 550m   | 30m-120m  | 11°/15°       |
| 中央ゲレンデ           | 初級   | 600m   | 140m-200m | 10°/14°       |
| 西ゲレンデ             | 初級   | 750m   | 120m-160m | 10°/13°       |
| 葉山ゲレンデ           | 初級   | 750m   | 50m-140m  | 10°/12°       |

- 東・中央・西ゲレンデ（初級向け）…幅広の緩斜面でまさにビギナー天国。初めてのスキー 、スノーボード には最高の環境である。2007年 （平成19年）より第3リフトが新設された。
- 葉山ゲレンデ（初級向け）
- ふりこ坂・東坂（中上級向け）…30度近い急斜面だが、幅が広いので中級者でも滑れる。
- お馬返し・ぶな平ゲレンデ（初中級向け）…猪苗代のメインコース的存在。
- 林間コース（中級向け）
- 天の庭コース（中級向け）…スキー場最上部のコース。一度廃止されたが2011 -12 シーズンの中央・ミネロ経営統合により再開。
- 中央・ミネロ上部連絡路…両エリアの山頂付近を結ぶ連絡路。
- 大沢回転バーン（上級向け）…崖のような超急斜面の最大斜度42度。2013/2014シーズンから復活。
- ミネロイーストコース（初中級向け）
- ミネロウエストコース（初中級向け）
- ミネロセントラルコース（初中級向け）
- 赤埴大回転コース（上級向け）…ミネロが開発される以前からあったコース。別名国体コース。

## 施設
- リフトは8基。キッズパーク内には動く歩道
- クワッドリフト3基、ペアリフト5基、キッズパーク内に動く歩道（スノーエスカレーター）
- センターハウスばんだい、ISK、スノーハウスいなわしろ、ミネロセンターハウスにレンタルやチケットセンター、レストラン
- ゲレンデ内レストランは、氷瀑テラス（ミネロエリア）、磐梯山テラス（中央エリア）
- 駐車場（無料）は、スキー場周辺のほか、猪苗代町内に複数用意されている。スキー場入口までは無料の周回バスを利用可能

## その他
- ミネロ側では「感動サービス宣言」と称して実施していた数々の独創的サービスにより、来場者からの評価は高かった。経営統合によりそのほとんどのサービスを終了している。

## 沿革
- 2006年（平成18年）- 11月、中央エリア（昭和観光開発が運営）と町営エリア（葉山ゲレンデ）（猪苗代町振興公社が運営）がジェイ・マウンテンズ・グループに譲渡され、新たに設立された福島スノーアライアンス株式会社の運営となる。
- 2010年（平成22年）- 10月、福島スノーアライアンス株式会社が株式会社マックアースに譲渡された。福島スノーアライアンス株式会社は株式会社マックアースリゾート福島に商号変更。
- 2011年（平成23年）- 9月、ミネロエリアが運営母体の新菱冷熱工業からマックアースリゾート福島に譲渡され、猪苗代スキー場の経営は統合された。
- 2020年（令和2年）- 10月、株式会社マックアースが、マックアースリゾート福島（猪苗代スキー場、会津高原高畑スキー場、裏磐梯スキー場を運営）の全株式を株式会社ISホールディングスに譲渡[1]、2020-2021シーズンから運営会社は株式会社DMCaizu（株式会社マックアースリゾート福島から商号変更）となった。2020-2021シーズンは12月26日にオープンした。
  - 12月3日、猪苗代スキー場ファンクラブ（通称いなスキ!クラブ）という会員制度が発表された。登録料・会費等無料であるにもかかわらず、入会するとリフト一日券が平日無料・土日祝は半額になるという大胆な施策である[注 1]。
  - 2019-2020シーズンは全日無料だった駐車場が、2020-2021シーズンは、全日有料（2,000円から3,000円（センターハウス前））となっていたが、2021年1月4日に「三密になりにくいスノースポーツを存分に楽しんで頂く為、お客様からのリクエストにお応えし」「2021年1月6日から駐車場料金を完全無料化（バス専用駐車場除く）」するとのアナウンス[2]がなされ、2020-2021シーズンの全日無料化となった。2021-2022シーズン以降は全日無料のアナウンスがなされている。

## アクセス
- JR磐越西線猪苗代駅より無料シャトルバスで15分
- 磐越自動車道猪苗代磐梯高原ICより8km

猪苗代周辺は北海道並の地吹雪に見舞われることがある地域である。悪天候時の運転には十分注意する必要がある。